# Antigua i Barbuda na Letnich Igrzyskach Olimpijskich Młodzieży 2010
Antiguę i Barbudę na Letnich Igrzyskach Olimpijskich Młodzieży 2010 reprezentowało 4 sportowców w 2 dyscyplinach.

## Skład kadry

### Lekkoatletyka

#### Dziewczęta
| Atleta                  | Konkurencja    | Wynik |
| ----------------------- | -------------- | ----- |
| Kenryca Shenika Francis | Bieg na 3000 m |       |

#### Chłopcy
| Atleta       | Konkurencja   | Wynik |
| ------------ | ------------- | ----- |
| Jalil Salmon | Bieg na 400 m |       |
| Tahir Walsh  | Bieg na 100 m |       |

### Pływanie

#### Chłopcy
| Atleta                           | Konkurencja          | Eliminacje | Eliminacje | Półfinały | Półfinały | Finał | Finał |
| Atleta                           | Konkurencja          | Czas       | Msc.       | Czas      | Msc.      | Czas  | Msc.  |
| -------------------------------- | -------------------- | ---------- | ---------- | --------- | --------- | ----- | ----- |
| Kareem Javier Sandoval Valentine | 50 m stylem dowolnym | 29,42      | 6.         | [ b ]     | [ b ]     | [ b ] | [ b ] |